# Women's Tales
Women's Tales (Cuento de mujeres en español) es una serie de antología de cortometrajes creada por la marca de moda Miu Miu. Fuera de la condición de que las películas usen ropa de Miu Miu, todas las directoras tienen completa libertad para crear sus películas. Miu Miu encarga 2 películas al año desde 2011, una para su colección de verano y otra para la de invierno.
Desde el 2012, los cortometrajes que acompañan las colecciones de invierno y verano se estrenan mundialmente en la sección Venice Days del Festival Internacional de Cine de Venecia. Las películas de la colección de verano también se proyectan durante la Semana de la Moda de Nueva York, en febrero. Miu Miu es considerado "socio creativo", o patrocinador, de la sección Venice Days.

## Historia
El primer cortometraje fue The Powder Room, de Zoe Cassavetes, que se estrenó en línea a finales de enero de 2011. La segunda entrega de la serie, Muta de Lucrecia Martel, se proyectó en un evento privado por invitación en una mansión de Beverly Hills y en línea en julio de 2011.
En febrero de 2012, el tercer cortometraje, The Woman Dress de Giada Colagrande, se proyectó durante la Semana de la Moda de Nueva York y estuvo disponible para verse en línea. It's Getting Late, de Massy Tadjedin, el cuatro de la serie, tuvo su estreno mundial en la sección Venice Days del 69º Festival Internacional de Cine de Venecia, junto con los 3 primeros cortometrajes, de manera que toda la serie se proyectó completa por primera vez.
El quinto cortometraje, The Door de Ava DuVernay, se estrenó primero en línea en febrero del 2013, y después se proyectó en el 70º Festival Internacional de Cine de Venecia junto con Le donne della Vucciria de la actriz y directora palestina Hiam Abbas .
En 2015, el cortometraje Les 3 boutons de Agnès Varda se estrenó en el 72º Festival Internacional de Cine de Venecia.
En 2020, Miu Miu puso a la venta camisetas edición limitada impresas con fotogramas de las películas. Al año siguiente, el cortometraje Shangri-La, de Isabel Sandoval, fue el primero realizado por una directora trans.
Previo al 80° Festival Internacional de Cine de Venecia, y a consecuencia de su crecimiento y alta visibilidad de marca, Miu Miu anunció la creación del Women's Tale Committee, con el propósito de amplificar y solidificar el programa, apoyar al talento emergente dentro de la industria del cine, y asegurar la visibilidad de la serie de cortometrajes en línea.

## Películas
| N.º | Año  | Directora                   | Título                                                     |
| --- | ---- | --------------------------- | ---------------------------------------------------------- |
| 1   | 2011 | Zoe Cassavetes              | The Powder Room                                            |
| 2   | 2011 | Lucrecia Martel             | Muta                                                       |
| 3   | 2012 | Giada Colagrande            | The Woman Dress                                            |
| 4   | 2012 | Massy Tadjedin              | It's Getting Late                                          |
| 5   | 2013 | Ava DuVernay                | The Door                                                   |
| 6   | 2013 | Hiam Abbass                 | Le donne della Vucciria                                    |
| 7   | 2014 | So Yong Kim                 | Spark & Light                                              |
| 8   | 2014 | Miranda July                | Somebody                                                   |
| 9   | 2015 | Alice Rohrwacher            | De Djess                                                   |
| 10  | 2015 | Agnès Varda                 | Los 3 botones                                              |
| 11  | 2016 | Naomi Kawase                | Seed                                                       |
| 12  | 2016 | Crystal Mosela              | That One Day                                               |
| 13  | 2017 | Chloë Sevigny               | Carmen                                                     |
| 14  | 2017 | Celia Rowlson               | (The [End] of History Illusion)                            |
| 15  | 2018 | Dakota Fanning              | Hello Apartment                                            |
| 16  | 2018 | Haifaa Al-Mansour           | The Wedding Singer's Daughter                              |
| 17  | 2019 | Hailey Gates                | Shako Mako                                                 |
| 18  | 2019 | Lynne Ramsey                | Brigitte                                                   |
| 19  | 2020 | Małgorzata Szumowska        | Nightwalk                                                  |
| 20  | 2020 | Mati Diop                   | In My Room                                                 |
| 21  | 2021 | Isabel Sandoval             | Shangri-La                                                 |
| 22  | 2021 | Kaouther Ben Hania          | I and the Stupid Boy                                       |
| 23  | 2022 | Janicza Bravo               | House Comes with a Bird                                    |
| 24  | 2022 | Carla Simón                 | Carta a mi madre para mi hijo                              |
| 25  | 2023 | Lila Avilés                 | Ojo Dos Veces Boca                                         |
| 26  | 2023 | Antoneta Alamat Kusijanovic | Stane                                                      |
| 27  | 2024 | Chui Mui Tan                | I am the beauty of your beauty, I am the fear of your fear |
| 28  | 2024 | Laura Citarella             | El Affaire Miu Miu                                         |
| 29  | 2025 | Joanna Hogg                 | Autobiografia di una Borsetta                              |